# Klangdenkmal
Ein Klangdenkmal ist ein vom Menschen geschaffenes bewegliches oder ortsfestes Objekt, oder ein Teil eines solchen, das besonders für die Bereiche Klangtechnik, Musikinstrumententechnik oder ihrer jeweiligen Entwicklung eine historische, kulturelle, wissenschaftliche oder künstlerische Bedeutung hat, aus der sich ein allgemeines Interesse an seinem Schutz und seiner Pflege ergibt. Das Klangdenkmal gilt als Unterart des Kulturdenkmals. Der Schutz und die Erhaltung von Klangdenkmalen werden mit den Maßnahmen und Instrumenten der Denkmalpflege und des Denkmalschutzes sichergestellt.
Zu den Klangdenkmalen zählen etwa Glocken, historische Orgeln oder Wasserspiele, die mit Wasserkraft Orgelpfeifen betreiben. Es kann gleichzeitig auch ein technisches oder kunsthandwerkliches Denkmal sein.
Bewegliche Klangdenkmale können auch der eigenständigen Kategorie der beweglichen Kulturgüter oder der beweglichen Denkmale zugeordnet werden. 
Der Begriff des Klangdenkmals wird vorwiegend in Österreich verwendet und ist in Deutschland kaum gebräuchlich.